# 赤江夏星
赤江 夏星（あかえ かほ、2004年7月3日 - ）は、兵庫県出身の日本の卓球選手。日本生命保険相互会社所属。Tリーグは日本生命レッドエルフ所属。身長は160cm。ITTF世界ランキング最高位は135位。段級位は5段。

## 経歴
2004年7月3日生まれ。父や兄の影響で5歳で卓球を始める。
2018年貝塚市立第二中学校転入。ジュニアアシスト卓球アカデミー加入。
2019年より日本生命レッドエルフの一員としてTリーグに参戦。
2020年香ヶ丘リベルテ高等学校入学、2022年インターハイ女子シングルス優勝。
2023年香ヶ丘リベルテ高等学校卒業後、実業団の名門・デンソーに入社。前期日本リーグで前期日本リーグ最高殊勲選手賞、優秀ペア賞、新人賞受賞。
2024年全日本選手権女子シングルス3位入賞。世界選手権メダリストの佐藤瞳、東京五輪・パリ五輪代表の平野美宇に勝利。
2024年6月、デンソーを退社し日本生命保険相互会社に移籍。
2024年9月、WTT Feeder ハルムスタッド女子シングルス準優勝。

## 実績
2018年
- 第49回全国中学校卓球大会女子シングルスベスト8・女子団体戦準優勝
- 平成30年度全日本卓球選手権大会(カデットの部)女子14歳以下シングルス準優勝

2019年
- 第20回全国中学選抜大会女子団体優勝(貝塚市立第二中学校)
- 第50回全国中学校卓球大会女子シングルスベスト8・女子団体戦準優勝

2020年
- Tリーグ2019-2020シーズン優勝(日本生命レッドエルフ)

2021年
- Tリーグ2020-2021シーズン優勝(日本生命レッドエルフ)
- 第90回全国高等学校総合体育大会卓球競技女子シングルスベスト8・女子学校対抗3位

2022年
- Tリーグ2021-2022シーズン優勝(日本生命レッドエルフ)
- 第91回全国高等学校総合体育大会卓球競技女子シングルス優勝

2023年
- 第62回大阪国際招待卓球選手権大会女子シングルス優勝
- 2023年度前期日本卓球リーグ優勝(デンソー)・最高殊勲選手賞・優秀ペア賞・新人賞
- 2023年度後期日本卓球リーグ優秀選手賞

2024年
- 全日本卓球選手権大会女子シングルス3位
- Tリーグ2023-2024シーズン優勝(日本生命レッドエルフ)
- 2024年度前期日本卓球リーグ優秀選手賞
- WTT Feeder Halmstad 女子シングルス準優勝